# Затон-Обровацький
Затон-Обровацький (хорв. Zaton Obrovački) — населений пункт у Хорватії, у Задарській жупанії у складі громади Ясениці.

## Населення
Населення за даними перепису 2011 року становило 126 осіб.
Динаміка чисельності населення поселення:

## Клімат
Середня річна температура становить 12,56 °C, середня максимальна – 26,36 °C, а середня мінімальна – -1,18 °C. Середня річна кількість опадів – 999 мм.
| Клімат поселення                              | Клімат поселення | Клімат поселення | Клімат поселення | Клімат поселення | Клімат поселення | Клімат поселення | Клімат поселення | Клімат поселення | Клімат поселення | Клімат поселення | Клімат поселення | Клімат поселення | Клімат поселення |
| Показник                                      | Січ.             | Лют.             | Бер.             | Квіт.            | Трав.            | Черв.            | Лип.             | Серп.            | Вер.             | Жовт.            | Лист.            | Груд.            |                  |
| Середній максимум, °C                         | 8,20             | 8,94             | 11,92            | 15,67            | 20,55            | 24,45            | 26,36            | 26,15            | 21,75            | 17,21            | 11,99            | 8,77             |                  |
| Середня температура, °C                       | 3,51             | 4,24             | 7,23             | 10,97            | 15,85            | 19,75            | 22,52            | 22,31            | 17,90            | 13,37            | 8,14             | 4,91             |                  |
| Середній мінімум, °C                          | −1,18            | −0,45            | 2,52             | 6,28             | 11,17            | 15,06            | 18,68            | 18,46            | 14,06            | 9,52             | 4,30             | 1,07             |                  |
| Норма опадів, мм                              | 79               | 75               | 79               | 83               | 76               | 68               | 45               | 60               | 101              | 110              | 122              | 101              |                  |
| Середньомісячна швидкість вітру, м/с          | 2.61             | 2.74             | 2.89             | 2.79             | 2.48             | 2.26             | 2.26             | 2.16             | 2.34             | 2.48             | 2.90             | 2.90             |                  |
| Середньомісячна сонячна радіація, кДж/м²·день | 4917             | 7573             | 11165            | 15929            | 19858            | 22307            | 24012            | 20873            | 15370            | 9816             | 5328             | 4162             |                  |
| --------------------------------------------- | ---------------- | ---------------- | ---------------- | ---------------- | ---------------- | ---------------- | ---------------- | ---------------- | ---------------- | ---------------- | ---------------- | ---------------- | ---------------- |
| Джерело:                                      |                  |                  |                  |                  |                  |                  |                  |                  |                  |                  |                  |                  |                  |